# Luukas Hyvärinen
Luukas Hyvärinen, född 2004, är en finländsk innebandysspelare som spelar för Nokian KrP och finländska landslaget.
Luukas Hyvärinen har med det finländska landslaget tagit ett VM-guld (2024) och ett silver i World Games (2025).